# Laurent Lokoli
Laurent Lokoli (ur. 18 października 1994 w Bastii) – francuski tenisista.

## Kariera tenisowa
W karierze wygrał jeden deblowy turniej rangi ATP Challenger Tour. Ponadto zwyciężał w singlowych i deblowych turniejach rangi ITF.
W 2014 roku zadebiutował w imprezie Wielkiego Szlema podczas turnieju French Open. W grze pojedynczej odpadł w pierwszej rundzie po porażce ze Steve’em Johnsonem. Na tym samym etapie zakończył udział w turnieju gry podwójnej, startując w parze z Tristanem Lamasine.
Najwyżej sklasyfikowany w rankingu gry pojedynczej był na 167. miejscu (27 lutego 2023), a w klasyfikacji gry podwójnej na 371. pozycji (3 listopada 2014).

### Zwycięstwa w turniejach ATP Challenger Tour w grze podwójnej
| Końcowy wynik | Nr | Data            | Turniej | Nawierzchnia | Partner          | Przeciwnicy                     | Wynik finału |
| ------------- | -- | --------------- | ------- | ------------ | ---------------- | ------------------------------- | ------------ |
| Zwycięzca     | 1. | 15 czerwca 2014 | Blois   | Ceglana      | Tristan Lamasine | Guillermo Durán Máximo González | 7:5, 6:0     |